# Stephen Roche
Stephen Roche (født 28. november 1959 i Dundrum) er en irsk, tidligere professionel cykelrytter.
Hans største succes opnåede han, da han i 1987 – som kun den anden nogensinde – formåede at vinde Tour de France, Giro d'Italia og VM i landevejsløb på ét og samme år.
Han er far til Nicolas Roche og onkel til Daniel Martin – begge er cykelryttere.